# Kastelholm Slot
Kastelholm Slot er en velbevaret slotsruin i Sund kommune på Ålandsøerne. Det nævntes for første gang i 1388. Slottet er Ålands eneste befæstningsanlæg fra middelalderen. Omkring år 1400, da borgen tilhørte den svenske krone, blev den centrum for Ålands slotslen og bolig for lenforvalterne. Slottet var Ålands adminstrative centrum frem til 1634, da øgruppen ophørte som eget slotslen. 
Borgen anlagdes oprindelig på en lille holm, men har i dag kun vand på den ene side. Borgen er blevet om- og udbygget flere gange, senest efter en brand 1619. Det centrale tårn, Kuretårnet, er fra 1300-tallet, men er blevet forhøjet flere gange. 
Kastelholm blev 1507 erobret af den danske flåde under kommando af Søren Norby i forbindelse med stridighederne efter at unionskongen Hans blev afsat som svensk konge. 
Under borgerkrigen i slutningen af 1590 belejrede og erobrede Karl IX fæstningen. Fæstningens forsvarere førtes til Åbo, hvor Åbo Slot belejredes. Da Åbo Slot nægtede at overgive sig, blev Kastelholms forsvarere henrettet uden for murene. 
Den sidste statholder på slottet var Stellan Otto Mörner, som efter branden i 1619 genopbyggede slottet. 
Fra slutningen af 1600-tallet begyndte slottet at forfalde. En brand i 1745 lagde slottet i ruiner, og det blev derefter anvendt som magasin og stenbrud for egnens bønder. Siden slutningen af 1800-tallet har det gennemgået flere omfattende restaureringer, senest i 1990'erne, i dag rummer slottet et museum.